# La tumba de Ethelind Fionguala
La tumba de Ethelind Fionguala (The Grave of Ethelind Fionguala), también conocido como El misterio de Ken (Ken's Mistery) es un relato de vampiros escrito por Julian Hawthorne y publicado en 1887. El relato está basado en el mito de La Llorona, muy popular en México y en el sur de los Estados Unidos

## Sinopsis
El narrador visita a su amigo Ken, que acaba de regresar de un viaje por Europa y que al parecer ha sufrido problemas de salud y un desengaño amoroso. Durante su reunión, el narrador le pide a Ken que le muestre un banjo que le había regalado el año anterior. Aunque el instrumento era nuevo en ese entonces, ahora está tan deteriorado que parece tener varios siglos de antigüedad.
Ken cuenta que durante un tiempo viajó por Europa hasta que finalmente llegó a Irlanda, donde durante la noche de Halloween, mientras bebía en compañía de unos amigos le contaron la historia de Ethelind Fionguala (Ethelind "la de los blancos hombros"), una hermosa joven que fue secuestrada por una banda de vampiros, aunque posteriormente fue liberada por su marido. Ken se marcha de la reunión sin conocer el final de la historia, pero durante el regreso se pierde y termina en el cementerio del pueblo, donde se encuentra con la mujer más bella que ha visto nunca, y que le pide un anillo que había comprado hacía poco como recuerdo en una tienda de antigüedades.
La mujer le dice a Ken el camino para volver a casa, pero vuelve a perderse y se encuentra de nuevo con la mujer, que lo invita a su casa. Ambos comparten una romántica velada y ella le pide que toque música para ella con su banjo, al tiempo que le besa y absorbe su vitalidad.
Al despertar Ken se encuentra en medio de unas antiguas ruinas. Regresa a los Estados Unidos con problemas de salud, una frialdad gélida que ha invadido su cuerpo y su banjo envejecido.